# Scopaeothrips bicolor
Scopaeothrips bicolor är en insektsart som först beskrevs av Ian A. Hood 1912.  Scopaeothrips bicolor ingår i släktet Scopaeothrips och familjen rörtripsar. Inga underarter finns listade i Catalogue of Life.